# Drigg
Drigg – wieś w Anglii, w Kumbrii. Leży 66 km na południowy zachód od miasta Carlisle i 390 km na północny zachód od Londynu.